# 静岡県道356号善左衛門藤枝停車場線
静岡県道356号善左衛門藤枝停車場線（しずおかけんどう356ごう ぜんざえもんふじえだていしゃじょうせん）は、静岡県藤枝市善左衛門の大井川堤防から同市の水上東交差点にいたる路線である。

## 概要

### 路線データ
- 起点：藤枝市善左衛門（静岡県道342号河原大井川港線交点）
- 終点：藤枝市水上（静岡県道381号島田岡部線交点）

## 接続する道路
- 静岡県道342号河原大井川港線
- 静岡県道227号島田大井川線（大洲交差点）
- 小川島田幹線
- 静岡県道222号上青島焼津線（青島高架橋北交差点）
- 静岡県道381号島田岡部線（水上東交差点）
- 静岡県道216号堀之内青島線（水上東交差点）

## 沿線の施設他
- ニチビ静岡工場
- 日清紡藤枝工場
- 藤枝明誠中学校・高等学校
- 静岡県立藤枝特別支援学校
- 藤枝市立武道館
- 藤枝市民体育館